# Julia Goetz Maurez
Julia Goetz Maurez (Alsàcia, segle xix - Alacant, 18 de desembre de 1930) fou una pedagoga innovadora que desenvolupà la seva tasca a Alacant.

## Biografia
D'origen alsacià, Julia va conéixer el seu marit, Francisco Albricias Bacás, a Monistrol de Montserrat, el 1877. Era mestre, pertanyia a l'església evangèlica i estava relacionat amb els fundadors de l'Institut Internacional per a Senyoretes de Madrid. Julia dominava diverses llengües: francés, alemany, castellà i català.
Arribaren a Alacant poc abans de 1897, des de Madrid, amb la pena de dos fills morts i Julia amb la salud tocada. De seguida el marit va fundar la primera escola privada evangèlica d'Alacant, primer en un pis i després en un edifici que va aixecar exclusivament. Era l'Escola Model, on Julia va treballar. Des del seu naixement aquest centre era una escola graduada i fou atacada pels catòlics alacantins des de la premsa, des del púlpit i amb la creació d'altres centres privats de caràcter catòlic.
L'edifici comptava amb aules tancades i aules a l'aire lliure, saló d'actes, biblioteca i un museu. La línia pedagògica estava al nivell de les darreres novetats europees. Es donava molta importància a l'ensenyança cívica i moral, a les ciències naturals, a l'educació física, a la higiene, a les eixides per al ciutat i a les excursions. Els alumnes destacaven en matèries com música i francés i a partir de 1909 també s'hi impartiren classes de segona ensenyança. S'hi donaren, així mateix, classes dominicals. Entre el professorat podem destacar a Gastón Castelló, en dibuix i pintura; al mestre José Torregrosa, en música; i a les professores Sara Araujo, Carmen Torres, María Pérez i Dolores López Samper. Tot i que l'escola era mixta, l'assistència de xiquetes no fou important fins a la darrera etapa, sobretot durant la II República.
Julia tingué alguns fills més. Un d'ells, Franklin, fou president de la Diputació Provincial d'Alacant en la II República.
Va morir el 18 de desembre de 1930 a Alacant, on està soterrada al cementiri civil.
L'escola va romandre oberta fins al 1937. Després de la guerra fou utilitzada com a seu del Front de Joventuts i com a escola per a xiquets.